# 長津田駅
長津田駅（ながつたえき）は、神奈川県横浜市緑区長津田四丁目にある、東日本旅客鉄道（JR東日本）・日本貨物鉄道（JR貨物）・東急電鉄の駅である。
当駅の由来となる地名には複数の読み方があるが、駅名の読みは横浜市が規定している地名の読みと同じである。

## 乗り入れ路線
JR東日本の横浜線と、東急電鉄の田園都市線・こどもの国線の3路線が乗り入れている。なお、こどもの国線は横浜高速鉄道が第三種鉄道事業者として施設を保有するほか、横浜線の当駅から八王子方はJR貨物が第二種鉄道事業者として貨物列車を運行する。
- JR東日本
 横浜線 - 駅番号「JH 21」
- 東急電鉄・横浜高速鉄道
 田園都市線 - 駅番号「DT22」
 こどもの国線 - 駅番号「KD01」

JR東日本の駅は、特定都区市内制度における「横浜市内」の駅であり、横浜線においては当駅がその西限となる。
当駅西側に東急電鉄の長津田検車区（車両基地）が位置していることから、当駅を始終着とする列車も設定されている。

## 歴史

### 年表 (横浜鉄道→国鉄→JR)
- 1908年（明治41年）9月23日：横浜鉄道東神奈川駅 - 八王子駅間の開通時に長津田駅（ながつだえき）として開業[2]。一般駅[3]。
- 1910年（明治43年）4月1日：横浜鉄道を鉄道院が借り上げ[3]。
- 1917年（大正6年）10月1日：国有化され、国有鉄道横浜線の駅となる。
  - 戦前までは駅付近の軍需工場（長津田厚生総合病院隣のマンション付近）への物資輸送用の専用線が設置されていた。また1942年（昭和17年）には陸軍東京兵器補給廠・田奈部隊填薬所（現・こどもの国）へ至る引き込み線も敷設され、これが後のこどもの国線となる。
- 1960年（昭和35年）1月16日：貨物取り扱いを廃止[3]。
- 1966年（昭和41年）10月1日：荷物の取り扱いを廃止[3]。
- 1987年（昭和62年）
  - 3月31日：貨物の取り扱いを再開[3]。
  - 4月1日：国鉄分割民営化により、JR東日本・JR貨物の駅となる[3]。
- 1988年（昭和63年）3月13日：当駅の読みを「ながつだ」から「ながつた」へ変更。
- 1992年（平成4年）11月5日：自動改札機を設置し、使用開始[4]。
- 1994年（平成6年）12月3日：横浜線の快速が当駅を停車駅に追加する（横浜線快速停車駅追加第1号である。それまで昼間は各停が毎時6本停車するのみだった）。
- 2001年（平成13年）11月18日：ICカード「Suica」の利用が可能となる。
- 2012年（平成24年）4月1日：長津田駅南口エレベーターを使用開始[5]
- 2021年（令和3年）4月13日：JR東日本でスマートホームドアの使用を開始[6]。
- 2023年（令和5年）
  - 1月19日：みどりの窓口の営業を終了[7][8]。
  - 1月20日：話せる指定席券売機を導入[7][8]。

### 年表 (東急電鉄)
- 1966年（昭和41年）4月1日：田園都市線の当駅までの延伸[2]と同時に長津田駅（ながつたえき）として開業。横浜線の連絡跨線橋工事が遅れたため、一部未完成だった。当初は1面1線の駅[9]。
- 1967年（昭和42年）4月28日：こどもの国線が開通[2]。開業時は田園都市線ホームの西側に切欠きホームを設けていた[2]。
- 1968年（昭和43年）4月1日：田園都市線がつくし野駅まで開通。
- 1973年（昭和48年）7月：田園都市線ホームを2面4線化する工事に着手[2]。
- 1977年（昭和52年）3月：田園都市線が2面4線化され、こどもの国線専用ホームが分離される[2]。西側に乗換専用の地下道も設けられる[2]。
- 1997年（平成9年）8月1日：こどもの国線の施設がこどもの国協会から横浜高速鉄道に譲渡される。
- 2000年（平成12年）3月29日：こどもの国線通勤線化に伴い、西口を新設[10]。こどもの国線のりばのみ改札外となる[10]。
- 2007年（平成19年）
  - 3月18日：ICカード「PASMO」の利用が可能となる。
  - 11月16日：長津田駅北口の再開発の計画案が横浜市都市計画審議会で可決される（長津田駅北口再開発計画）。
- 2014年（平成26年）
  - 8月28日：長津田駅北口歩道橋を使用開始。
  - 8月31日：長津田駅北口駅前広場を使用開始[11]。
- 2015年（平成27年）：長津田駅北口エスカレーターを使用開始。
- 2017年（平成29年）4月28日：駅構内の駅ナカスペースを「エトモ長津田」にリニューアル[12]。
- 2018年（平成30年）12月9日：3・4番線で可動式ホームドアを使用開始。
- 2019年（平成31年）3月17日：5・6番線で可動式ホームドアを使用開始。
- 2023年（令和5年）4月30日：定期券売り場の営業を終了[13]（その後、シェアオフィスに転用[14]）。

## 駅構造
のりばの番号は通しで振られている。JR東日本と東急は別改札である。さらに東急は田園都市線とこどもの国線も別改札で、田園都市線のみ改札口があり、こどもの国線のりばには改札口がない。

### JR東日本
島式ホーム1面2線を有する地上駅。改札口は東急とは別に1か所ある。階段は2か所あり、エスカレーターは東神奈川方の階段に付随する形で設置されている。改札階と南口の間は階段のみであったが、ホームは中ほど、改札階は改札のすぐ近くにエレベーターが設置されている。待合室はホームの八王子寄りに、トイレはホーム東神奈川寄りの先端に設置されている。
直営駅（駅長配置）であり、管理駅として鴨居駅・中山駅・十日市場駅を管理している。話せる指定席券売機が設置されている。

#### のりば
| 番線 | 路線   | 方向 | 行先                             |
| ---- | ------ | ---- | -------------------------------- |
| 1    | 横浜線 | 下り | 町田・橋本・八王子方面           |
| 2    | 横浜線 | 上り | 新横浜・東神奈川・横浜・大船方面 |

（出典：JR東日本:駅構内図）
東急田園都市線ホームとの間にホームのない線路（着発線）が1本あり、東急や東京メトロ・横浜高速鉄道などの車両搬入や伊豆急行等への譲渡車発送に使用される。
この着発線からさらに東急側の中央林間方まで授受線が延びており、車両を搬入する際にはJR貨物がここまでを担当する。なお、授受線より先は東急の管轄内となる。また、着発線 - 授受線は非電化であるため、DD200形ディーゼル機関車が入換と、横浜線内の牽引も行う。
なお、東急管轄内は電化区間であり、「TOQ i」やY000系電車を用いて当駅隣接の長津田検車区まで車両を搬入する。
同様の線路が以前はもう1本あったが、横浜線ホームの拡張に1本分を活用したため、撤去された。ホーム拡張工事は当時の停車用の線路と現行の停車用の線路の間に先端部のみの細いホームを先に作り、切り替えは終電から始発までの短時間で一気に停車用の線路に発泡スチロールを詰め込み上をゴムシートで覆うことで対応した。横浜線の八王子寄りの階段はホーム拡張前と同じである。東神奈川寄りのエスカレーターは拡張当初は階段となっていた。2021年4月にはホームドアが設置された。

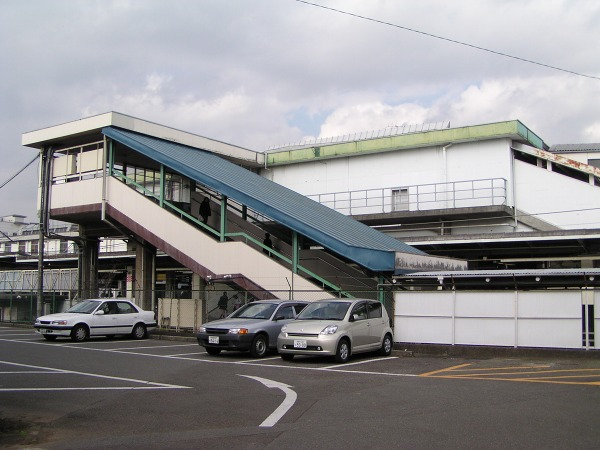
エレベーター設置前の南口（2005年11月）
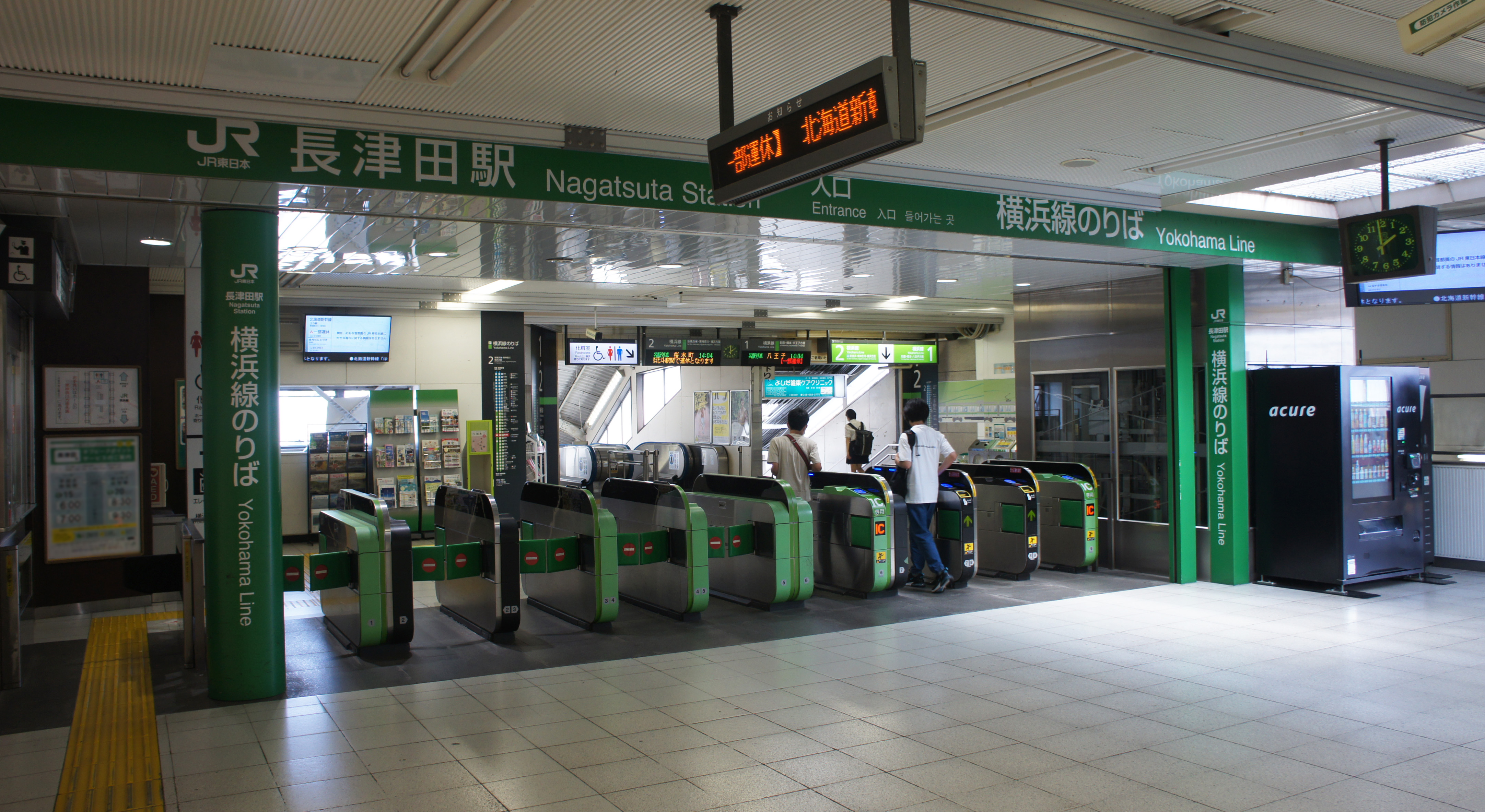
JR改札口（2021年5月）
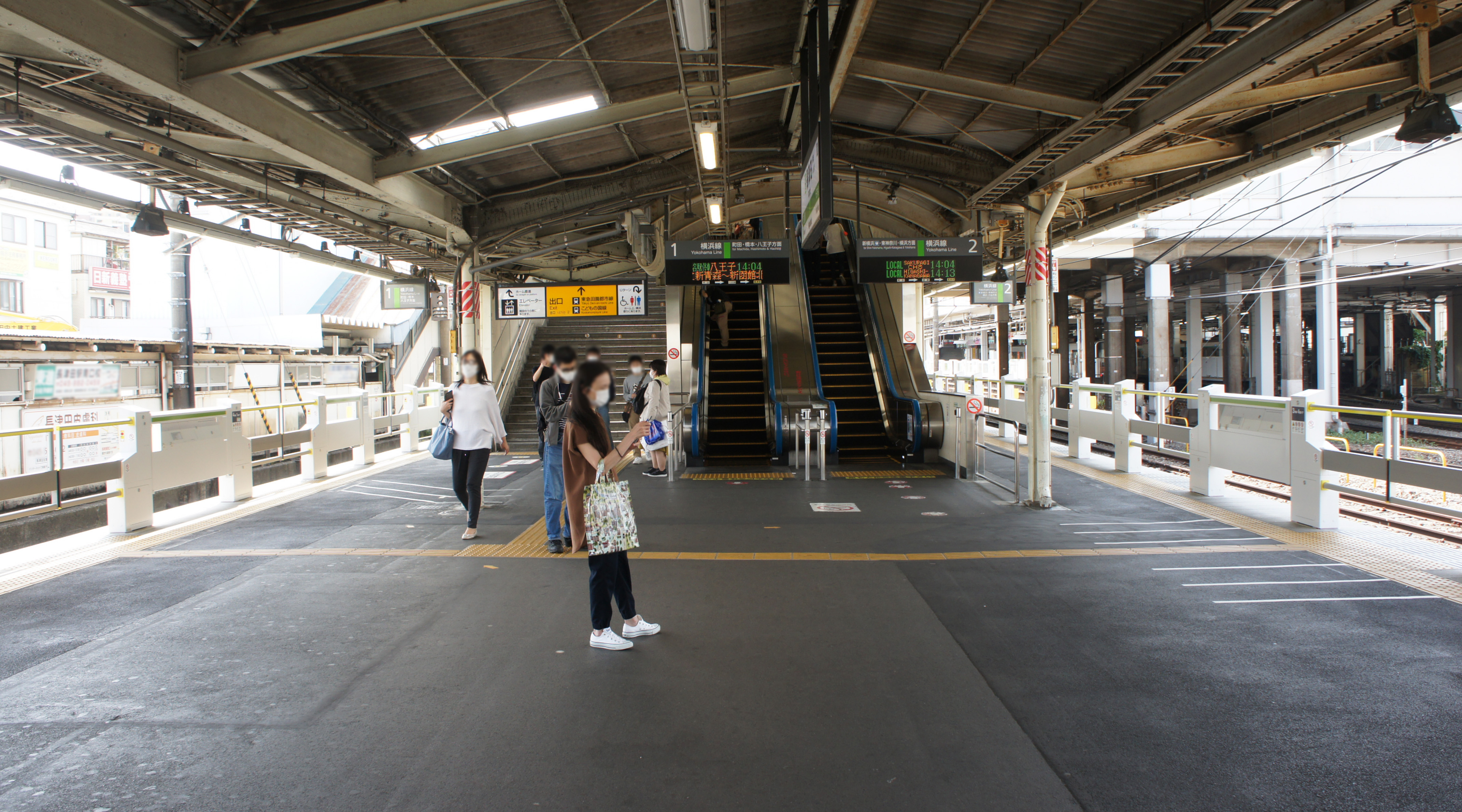
JRホーム（2021年5月）

### 東急電鉄

#### 田園都市線
島式ホーム2面4線を有する地上駅。改札口はJR東日本とは別に設けられており、JR線連絡コンコースに面したものとこどもの国線寄りに2か所ある。
階段は各ホーム2か所ある。以前は階段のみであったが、エレベーターとエスカレーターの設置にあたってJR寄りの改札から見て奥の方にエレベーター・エスカレーターへの通路が新設された。改札階と北口の間はこれまで、階段と時間帯により運転方向の変わるエスカレーターのみであったが、北口の再開発工事で長津田駅北口歩道橋（2021年4月よりネーミングライツ導入で「マルサンスカイウォーク」と呼称）が設置されるのにあわせて、北口が新たに作り直され、2015年に両方向のエスカレーターが設置された。多機能トイレが2階改札外側にある。
2005年（平成17年）から2006年（平成18年）にかけて改札外コンコース内の店舗が再整理され、2006年8月31日にはLAWSON + toksが開業し、同日に飲食物販売店も一斉に営業を開始した。2011年からは改札内にマツモトキヨシが新たに入店（2021年4月30日閉店、その後5月17日よりエトモ長津田（改札外）に移転）、また2013年には同じく改札内にジューサーバーも入店した（2016年閉店）。2017年4月28日に駅構内商業施設「エトモ長津田」としてリニューアルした。
中央林間方に長津田検車区があり、当駅を始発・終着とする列車が多数設定されている。朝ラッシュのピーク時には準急列車が約4分おきに運行されており、そのうち3本に2本が当駅を始発とする準急である。
駅長所在駅。長津田管内として田園都市線当駅 - 中央林間駅間およびこどもの国線全駅を管理している。
当駅には長津田電車区や長津田車掌区があり、運転士や車掌が交代する場合もある。大井町線急行用車両の所属もあり、現在は平日は夜間に下り（大井町駅発）4本、土曜・休日は上り（大井町駅行き）が朝9時台2本と下りが夜19時台・20時台に1本ずつ大井町線直通急行列車が発着する（平日上りは鷺沼駅まで回送、土曜・休日上りは中央林間駅始発）。

##### のりば
| 番線 | 路線       | 方向 | 行先                                     |
| ---- | ---------- | ---- | ---------------------------------------- |
| 3・4 | 田園都市線 | 下り | 中央林間方面                             |
| 5・6 | 田園都市線 | 上り | 渋谷・押上〈スカイツリー前〉・春日部方面 |

3番線は渋谷側・中央林間側ともに分岐器の直進側にあり、5番線は中央林間側から直進した位置に存在する。
当駅は田園都市線の緩急接続駅である。下り3番線は急行・準急、優等列車の待避を行わない各駅停車（各停）、4番線は優等列車の待避を行う各停と長津田検車区への入庫車両が使用する。上りは5番線を主に急行・準急、優等列車の待避を行わない各停と長津田検車区からの出庫列車、6番線を待避を行う各停が使用する。

#### こどもの国線
単式ホーム1面1線を持つ地上駅。駅西口に隣接しており、改札は設置されていない。こどもの国線の券売機はホーム上に存在せず、階段・エレベーターで2階（田園都市線・JR改札階）に上がった所に設けられている。乗車券類を所持しないで乗車した場合は、着駅で精算することとなる。
線路は田園都市線の上り線とつながっている。同線の渡り線を経由して、渋谷方面からこどもの国線ホームに直接到着できるようになっており、田園都市線等の車両が恩田駅に隣接する長津田車両工場へ移動する際に使用されている。

##### のりば
| 番線 | 路線         | 行先           |
| ---- | ------------ | -------------- |
| 7    | こどもの国線 | こどもの国方面 |

以前は改札内にこどもの国線ホームがあったが、2000年（平成12年）3月29日のこどもの国線の通勤線化に伴い、こどもの国線と田園都市線のホームの間の通路に改札が設けられて改札外となった。代わりにホームと改札外通路・出口（西口）が連結された。なお、この頃田園都市線に自動券売機と改札口が新設されたほか、既存の改札内のトイレが改札外となった。こどもの国線ホームが改札内にあった頃は改札口からこどもの国線ホームに移動するためには、一度田園都市線ホームに降り、ホームのやや中央林間寄りにある地下通路を通る必要があった。

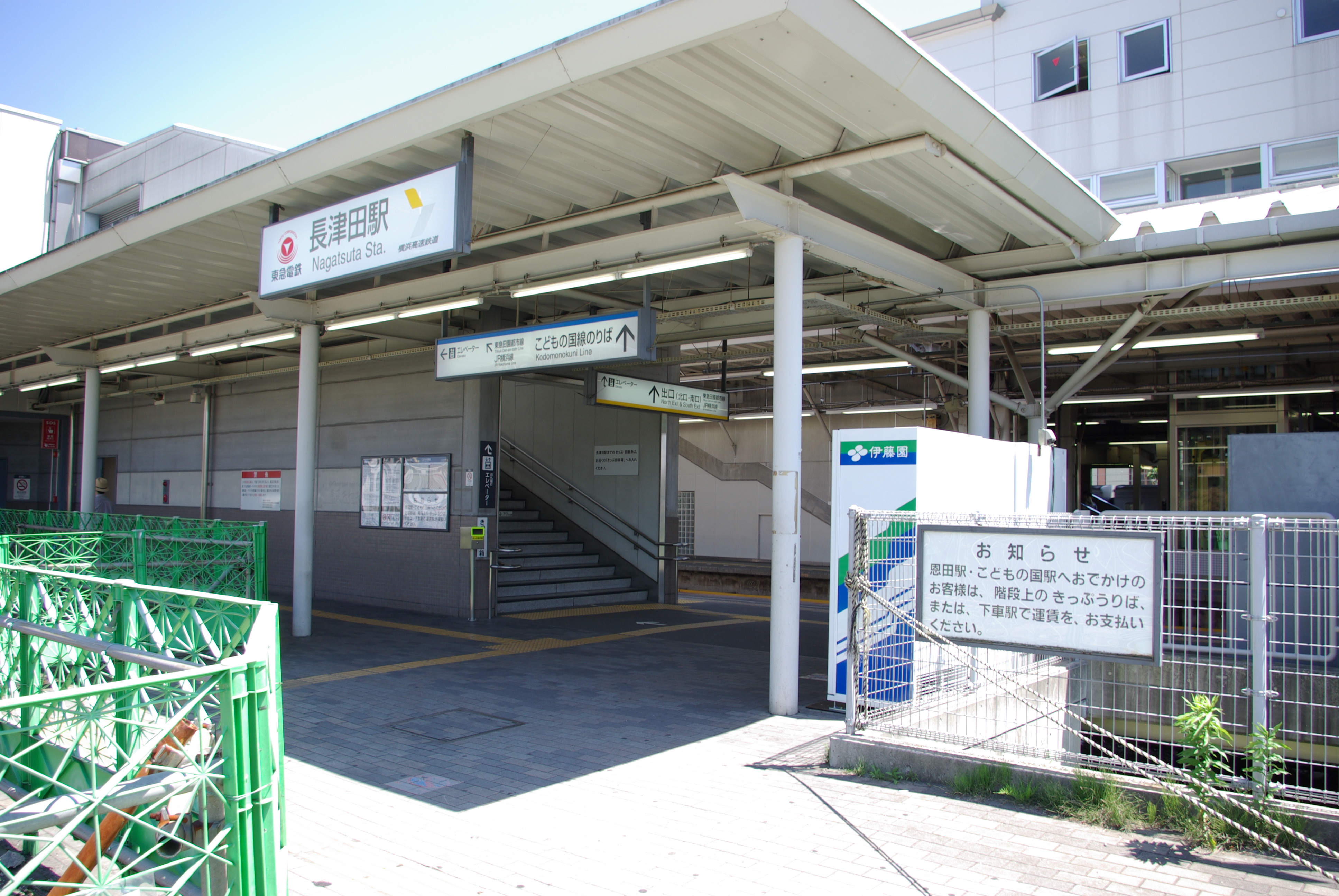
西口（2007年6月）
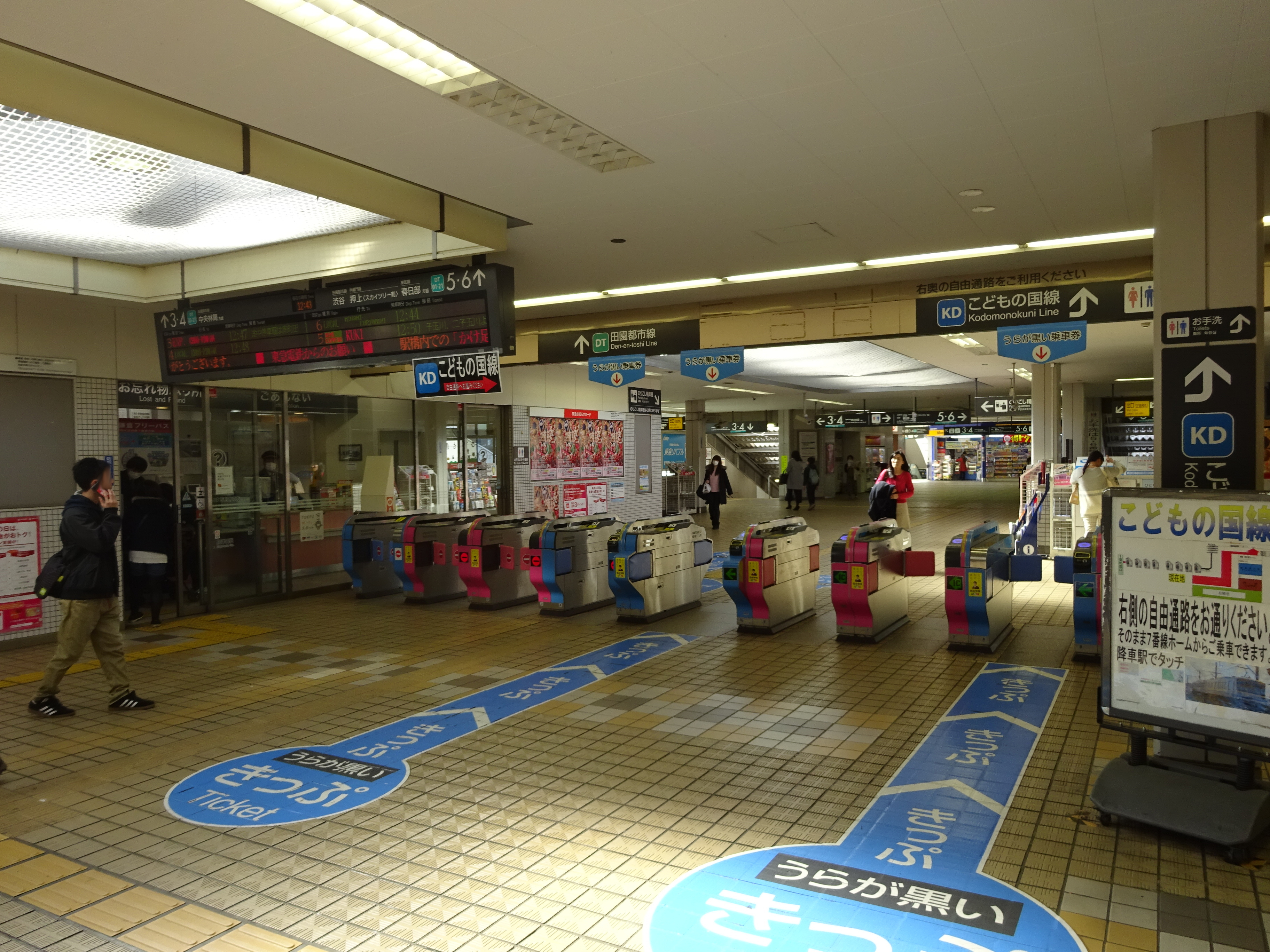
田園都市線改札口（2016年2月）
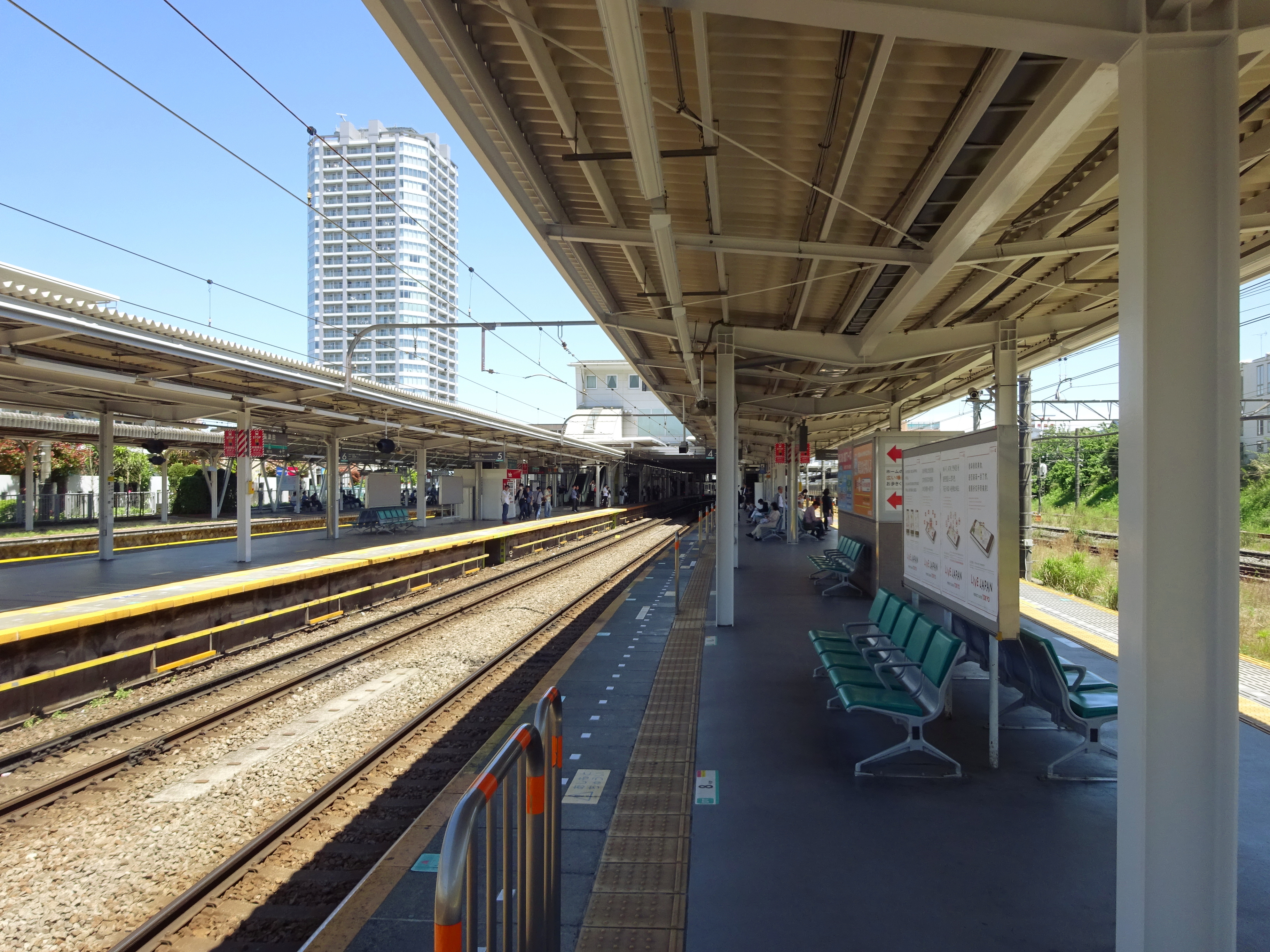
田園都市線ホーム（2016年5月、ホームドア設置前）
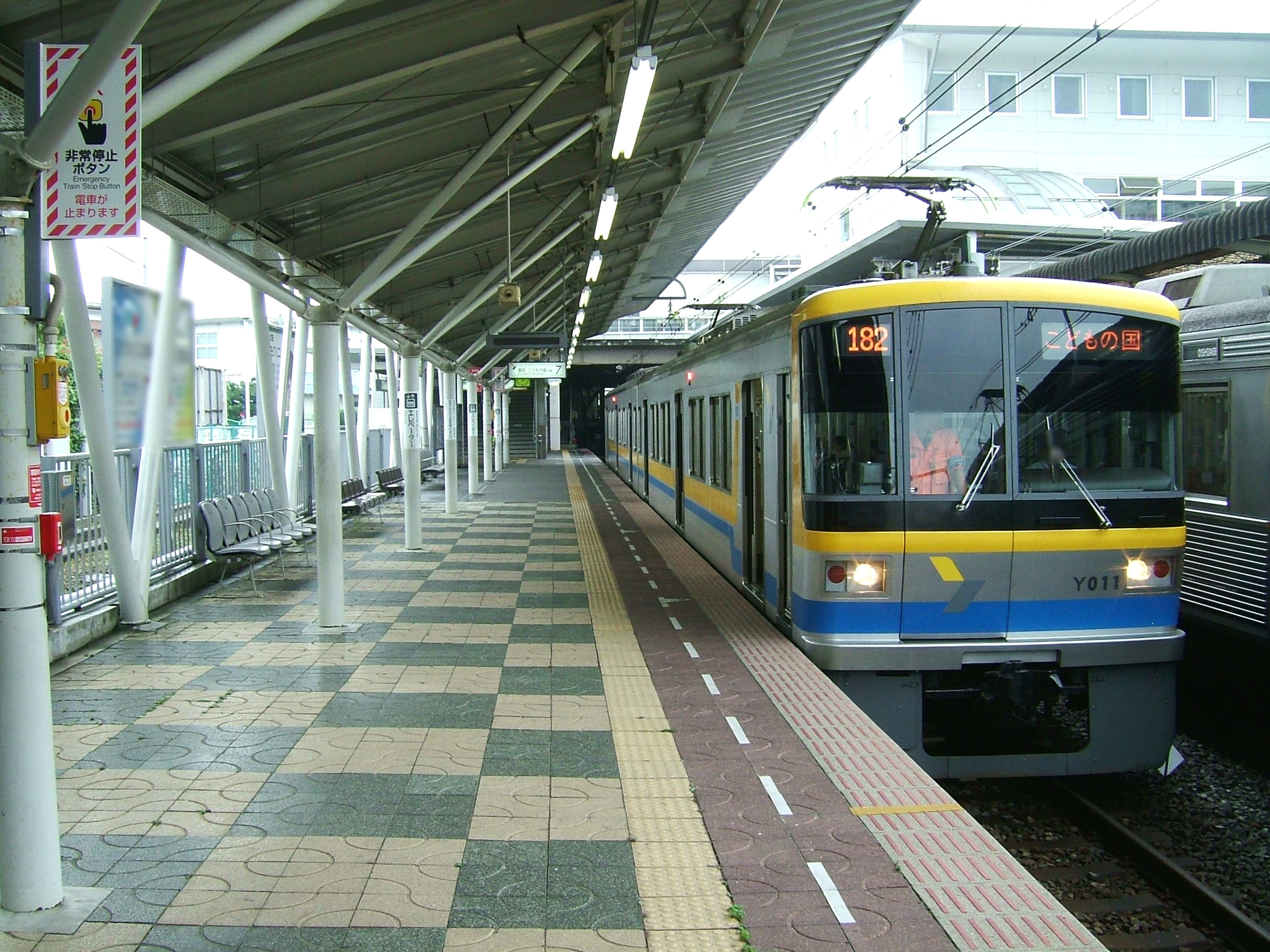
こどもの国線ホーム（2008年8月）

## 貨物取扱
当駅では臨時車扱貨物のみを取り扱っており、定期貨物列車の発着はない。まれに発着する臨時貨物列車は、東急系列の新車搬入や他社へ譲渡する車両の搬出、東京メトロや伊豆急行などへの車両を搬入する車両輸送列車である。
近年の年間発着トン数は下記の通り。
| 年度   | 発送トン数 | 到着トン数 | 出典   |
| ------ | ---------- | ---------- | ------ |
| 1998年 |            |            |        |
| 1999年 |            |            |        |
| 2000年 |            |            |        |
| 2001年 |            |            |        |
| 2002年 |            | 4,800      | [ 20 ] |
| 2003年 |            | 4,000      | [ 21 ] |
| 2004年 |            | 1,600      | [ 22 ] |
| 2005年 | 1,600      | 2,800      | [ 23 ] |
| 2006年 | 1,200      | 5,200      | [ 24 ] |
| 2007年 | 800        | 5,000      | [ 25 ] |
| 2008年 |            |            |        |
| 2009年 |            |            |        |

## 利用状況
- JR東日本 - 2023年度（令和5年度）の1日平均乗車人員は55,287人である[JR 1]。
JR東日本管内の駅では武蔵小金井駅に次いで第73位。
- 東急電鉄
  - 田園都市線 - 2024年度（令和6年度）の1日平均乗降人員は117,169人である[東急 1]。
田園都市線内では第5位であるが、こどもの国線との相互乗換人員による通過客も含まれている。
  - こどもの国線 - 2024年度（令和6年度）の1日平均乗降人員は11,146人である[東急 1]。
こどもの国線内では第1位であるが、田園都市線との相互乗換人員による通過客も含まれている。

### 年度別1日平均乗降人員
近年の1日平均乗降人員推移は下記の通り。
| 年度               | 東急電鉄         | 東急電鉄   | 東急電鉄         | 東急電鉄     |
| 年度               | 田園都市線       | 田園都市線 | こどもの国線     | こどもの国線 |
| 年度               | 1日平均 乗降人員 | 増加率     | 1日平均 乗降人員 | 増加率       |
| ------------------ | ---------------- | ---------- | ---------------- | ------------ |
| 2002年（平成14年） | 105,889          |            | 4,988            |              |
| 2003年（平成15年） | 114,878          | 4.2%       |                  |              |
| 2004年（平成16年） | 118,117          | 2.8%       | 9,988            |              |
| 2005年（平成17年） | 118,127          | 0.0%       | 10,108           | 1.2%         |
| 2006年（平成18年） | 120,358          | 1.9%       | 10,496           | 3.8%         |
| 2007年（平成19年） | 123,202          | 2.4%       | 10,852           | 3.4%         |
| 2008年（平成20年） | 121,274          | −1.6%      | 11,141           | 2.7%         |
| 2009年（平成21年） | 120,359          | −0.8%      | 11,024           | −1.1%        |
| 2010年（平成22年） | 121,693          | 1.1%       | 11,443           | 3.8%         |
| 2011年（平成23年） | 121,375          | −0.3%      | 11,571           | 1.1%         |
| 2012年（平成24年） | 124,074          | 2.2%       | 12,721           | 9.9%         |
| 2013年（平成25年） | 125,489          | 1.1%       | 13,126           | 3.2%         |
| 2014年（平成26年） | 124,873          | −0.5%      | 12,779           | −2.6%        |
| 2015年（平成27年） | 127,929          | 2.4%       | 12,654           | −1.0%        |
| 2016年（平成28年） | 128,656          | 0.6%       | 12,604           | −0.4%        |
| 2017年（平成29年） | 128,892          | 0.2%       | 12,684           | 0.6%         |
| 2018年（平成30年） | 129,064          | 0.1%       | 12,604           | −0.6%        |
| 2019年（令和元年） | 128,584          | −0.4%      | 12,285           | −2.5%        |
| 2020年（令和02年） | 90,358           | −29.7%     | 8,442            | −31.3%       |
| 2021年（令和03年） | 101,864          | 12.7%      | 9,631            | 14.1%        |
| 2022年（令和04年） | 111,474          | 9.4%       | 10,341           | 7.4%         |
| 2023年（令和05年） | 114,764          | 3.0%       | 10,642           | 2.9%         |
| 2024年（令和06年） | 117,169          | 2.1%       | 11,146           | 4.7%         |

### 年度別1日平均乗車人員（1980年 - 2000年）
1980年度（昭和55年度）以降の1日平均乗車人員推移は下記の通り。
| 年度               | JR東日本 | 東急電鉄 | 出典               |
| ------------------ | -------- | -------- | ------------------ |
| 1980年（昭和55年） |          | 29,688   |                    |
| 1981年（昭和56年） |          | 32,268   |                    |
| 1982年（昭和57年） |          | 33,559   |                    |
| 1983年（昭和58年） |          | 35,410   |                    |
| 1984年（昭和59年） |          | 34,718   |                    |
| 1985年（昭和60年） |          | 36,789   |                    |
| 1986年（昭和61年） |          | 39,674   |                    |
| 1987年（昭和62年） |          | 42,776   |                    |
| 1988年（昭和63年） |          | 46,288   |                    |
| 1989年（平成元年） |          | 50,644   |                    |
| 1990年（平成02年） |          | 54,216   |                    |
| 1991年（平成03年） | 53,490   | 57,137   |                    |
| 1992年（平成04年） | 56,198   | 59,740   |                    |
| 1993年（平成05年） | 51,591   | 54,526   |                    |
| 1994年（平成06年） | 50,956   | 53,913   |                    |
| 1995年（平成07年） | 50,803   | 53,701   | [ 乗降データ 3 ]   |
| 1996年（平成08年） | 51,025   | 53,705   |                    |
| 1997年（平成09年） | 50,411   | 53,258   |                    |
| 1998年（平成10年） | 49,507   | 52,083   | [ 神奈川県統計 1 ] |
| 1999年（平成11年） | 49,391   | 52,082   | [ 神奈川県統計 2 ] |
| 2000年（平成12年） | 50,584   | 57,399   | [ 神奈川県統計 2 ] |

### 年度別1日平均乗車人員（2001年以降）
| 年度               | JR東日本 | 東急電鉄 | 出典                |
| ------------------ | -------- | -------- | ------------------- |
| 2001年（平成13年） | 50,616   | 58,704   | [ 神奈川県統計 3 ]  |
| 2002年（平成14年） | 51,172   | 59,918   | [ 神奈川県統計 4 ]  |
| 2003年（平成15年） | 52,889   | 62,163   | [ 神奈川県統計 5 ]  |
| 2004年（平成16年） | 53,563   | 62,986   | [ 神奈川県統計 6 ]  |
| 2005年（平成17年） | 53,958   | 63,658   | [ 神奈川県統計 7 ]  |
| 2006年（平成18年） | 54,759   | 64,991   | [ 神奈川県統計 8 ]  |
| 2007年（平成19年） | 56,792   | 66,814   | [ 神奈川県統計 9 ]  |
| 2008年（平成20年） | 56,066   | 66,755   | [ 神奈川県統計 10 ] |
| 2009年（平成21年） | 56,018   | 65,679   | [ 神奈川県統計 11 ] |
| 2010年（平成22年） | 56,769   | 66,616   | [ 神奈川県統計 12 ] |
| 2011年（平成23年） | 56,867   | 66,468   | [ 神奈川県統計 13 ] |
| 2012年（平成24年） | 57,919   | 68,461   | [ 神奈川県統計 14 ] |
| 2013年（平成25年） | 58,601   | 69,353   | [ 神奈川県統計 15 ] |
| 2014年（平成26年） | 58,828   | 68,992   | [ 神奈川県統計 16 ] |
| 2015年（平成27年） | 60,272   | 70,491   | [ 神奈川県統計 17 ] |
| 2016年（平成28年） | 60,661   | 70,837   | [ 神奈川県統計 18 ] |
| 2017年（平成29年） | 61,045   | 70,978   | [ 神奈川県統計 19 ] |
| 2018年（平成30年） | 61,167   | 71,013   | [ 神奈川県統計 20 ] |
| 2019年（令和元年） | 61,184   | 70,605   |                     |
| 2020年（令和02年） | 44,789   |          |                     |
| 2021年（令和03年） | 49,039   |          |                     |
| 2022年（令和04年） | 53,506   |          |                     |
| 2023年（令和05年） | 55,287   |          |                     |

## 駅周辺
南側は大山街道の旧宿場町、北側は住宅地と商業地が入り混じった地域で、2007年（平成19年）以降は駅周辺の再開発が進められている。
南口はバスの折り返し場程度のスペースがあり、路線バスの発着場とタクシー乗り場になっている。ただし、あまりスペースが広くないことから、横浜市では駅前広場の整備（既存の折り返しスペースを拡張）を進めている。北口は2014年8月に駅前広場と道路拡幅が完成し、新たに路線バスの発着場とタクシー乗り場が整備され、2015年9月17日から杉崎高速バスによる夜間高速バスも運行開始された。西口は一般道路や生活道路に面しているため、大型車の通行は限られている。

### 駅周辺の主な施設
公共・福祉施設・団地など
- 横浜市緑消防署長津田出張所 - 長津田マークタウンに隣接。
- 横浜市緑区民文化センター（みどりアートパーク)[28]
- 長津田地区センター
- 南長津田団地
- 長津田団地
- 長津田みなみ台
- 東京急行電鉄 長津田検車区
- 国道246号

文教施設
- 森村学園（幼稚園・初等部・中等部・高校部）
- 横浜市立長津田小学校
- 横浜市立長津田第二小学校
- 横浜市立いぶき野小学校
- 横浜市立田奈中学校

商業施設・金融機関

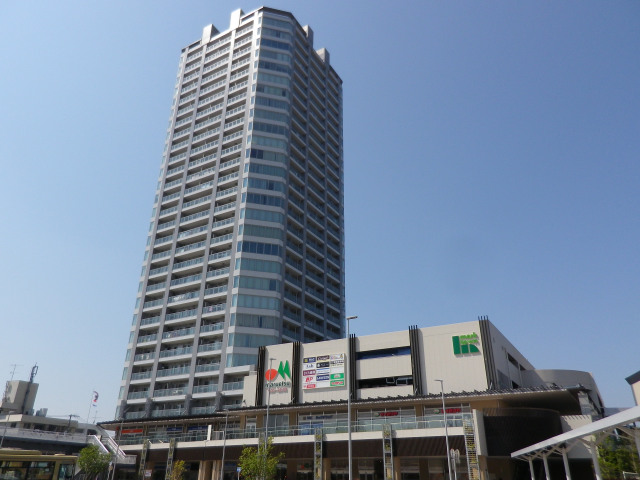
マークワンタワー長津田

- マークワンタワー長津田（2013年3月27日オープン[29]）
  - マルエツ 長津田駅前店
  - ハックドラッグ長津田駅北口店
  - 長津田駅北口郵便局
- トモズ長津田店
- オーケー長津田店
- フィットケアデポ長津田みなみ台店
- カエデウォーク長津田
- セントラルスポーツクラブ
- 横浜農業協同組合（JA横浜）長津田支店
- 横浜銀行長津田支店・十日市場支店
- きらぼし銀行長津田支店
- みずほ銀行長津田支店・十日市場支店
- 長津田郵便局
- スーパービバホーム長津田店
- メガネスーパー長津田店
- ハードオフ•オフハウス•ホビーオフ横浜長津田店

## バス路線

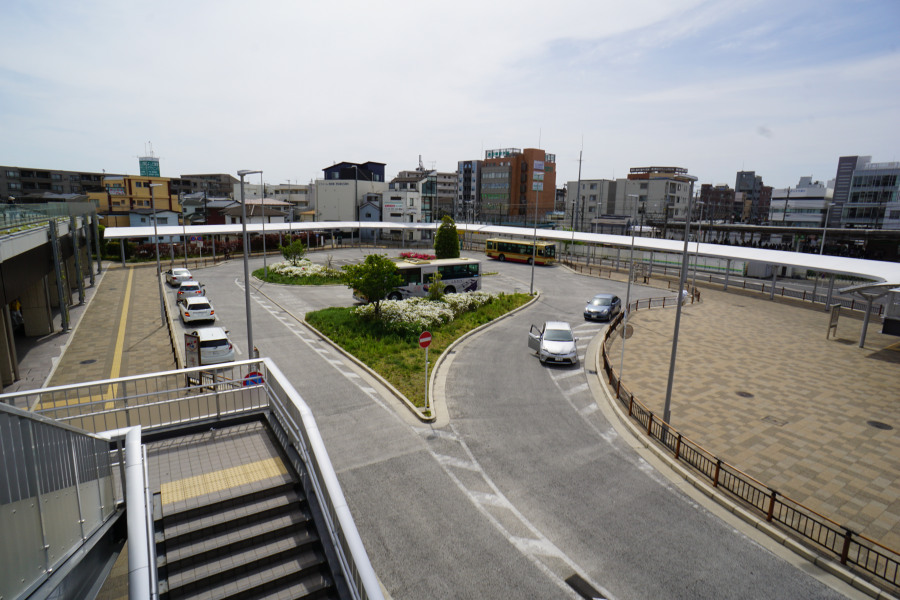
長津田駅北口バスロータリー

南口・北口双方にバスのりばがある。停留所名は、南口が長津田駅（市営は長津田駅前）、北口は長津田駅北口（一般路線バス）および高速バス長津田で、マークタウン正面のロータリー内にある。このほか駅周辺にも2か所あり、県道139号長津田駅南口入口交差点付近にある長津田駅入口と御幸通りである。下記の路線が乗り入れ、横浜市営バス・神奈川中央交通・杉崎運輸により運行されている。以前は東急バスも南口に乗り入れていたが、2010年に路線が廃止された。
| のりば | 運行事業者     | 停留所名       | 系統・行先                                          | 備考                                                                                        |
| 南口   | 南口           | 南口           | 南口                                                | 南口                                                                                        |
| ------ | -------------- | -------------- | --------------------------------------------------- | ------------------------------------------------------------------------------------------- |
| －     | 横浜市営バス   | 長津田駅前     | 98：中山駅                                          |                                                                                             |
| －     | 神奈川中央交通 | 長津田駅       | - 40：若葉台中央 - 津01：南町田グランベリーパーク駅 | - 40系統は「長津田駅入口」停留所からも乗車可能 - 津01系統は「御幸通り」停留所からも乗車可能 |
| 北口   |                |                |                                                     |                                                                                             |
| 1      | 神奈川中央交通 | 長津田駅北口   | 津02・津04：成瀬台 / 奈良三丁目                     |                                                                                             |
| 2      | 神奈川中央交通 | 長津田駅北口   | - 津03：青葉台駅 - 町77：町田バスセンター           |                                                                                             |
| 高速   | 杉崎運輸       | 高速バス長津田 | アクトシティ浜松・名古屋駅                          |                                                                                             |

## 横浜線快速停車駅追加の経緯
- 横浜線快速の運行が始まった当初、当駅および菊名駅は通過駅であったが、昼間時間帯は各停が毎時6本しかないうえ、東急との連絡駅ということから快速停車を求めるデモにまで発展してしまい、片方だけならという妥協案で取りあえず長津田に快速を停車させるようになったといわれている。その後、2006年に菊名も快速停車駅に昇格している。
- 港北区・緑区再編成の際、長津田地区側は田園都市線沿線区（現在の青葉区）への編入を望んだが、恩田川を区境にしやすいことと、長津田地区の面積・人口がともに多く偏りが出ることから、市は横浜線沿線区（現在の緑区）への編入を要請した。その時に市が示した条件が、横浜線快速を停車させるべくJRに強く要請する・緑区の名称を与えるというものだった。

## 隣の駅
東日本旅客鉄道（JR東日本）
 横浜線
■快速
中山駅 (JH 19) - 長津田駅 (JH 21) - 町田駅 (JH 23)
■各駅停車
十日市場駅 (JH 20) - 長津田駅 (JH 21) - 成瀬駅 (JH 22)
東急電鉄
 田園都市線

■急行
青葉台駅 (DT20) - 長津田駅 (DT22) - 南町田グランベリーパーク駅 (DT25)
■準急（つくし野方当駅から各駅に停車）
青葉台駅 (DT20) - 長津田駅 (DT22) - つくし野駅 (DT23)
■各駅停車
田奈駅 (DT21) - 長津田駅 (DT22) - つくし野駅 (DT23)
 こどもの国線
長津田駅 (KD01) - 恩田駅 (KD02)

### 記事本文